# Walter Guillén Soto
Walter Guillén Soto SDB (* 6. Dezember 1961 in San Pedro Sula) ist ein honduranischer römisch-katholischer Ordensgeistlicher und Bischof von Gracias.

## Leben
Walter Guillén Soto trat der Ordensgemeinschaft der Salesianer Don Boscos bei und legte am 6. Juni 1986 die ewige Profess ab. Am 5. November 1988 empfing er das Sakrament der Priesterweihe.
Nach weiteren Studien erwarb er das Lizenziat in Theologie an der Universidad Francisco Marroquín in Guatemala-Stadt und in Pädagogik sowie Erziehungswissenschaft an der ordenseigenen Universidad Don Bosco in San Salvador. An der Universität Santiago de Compostela wurde er in Erziehungswissenschaft promoviert. Er war Leiter mehrerer theologischer und technischer Bildungsinstitute in Honduras und El Salvador sowie zeitweise persönlicher Sekretär des Erzbischofs von Tegucigalpa. Seit 2017 war er Rektor des Don Bosco-Jugendheiligtums der Salesianer in Tegucigalpa und seit 2018 leitender Hochschulseelsorger an der Katholischen Universität von Honduras. Außerdem war er Präsident der interamerikanischen Vereinigung für die katholische Bildung CIEC (Confederazione Interamericana dell’Educazione Cattolica).
Am 14. November 2020 ernannte ihn Papst Franziskus zum Titularbischof von Nasbinca und zum Weihbischof in Tegucigalpa. Noch vor Empfang der Bischofsweihe ernannte ihn Papst Franziskus am 27. April 2021 zum ersten Bischof des mit gleichem Datum errichteten Bistums Gracias. Der Apostolische Nuntius in Honduras, Erzbischof Gábor Pintér, spendete ihm am 11. Juni desselben Jahres in der Kathedrale von Gracias die Bischofsweihe. Mitkonsekratoren waren der Bischof von Santa Rosa de Copán, Darwin Rudy Andino Ramírez CRS, und dessen Amtsvorgänger Luis Alfonso Santos Villeda SDB.